# جيمس كريشنا فلويد
جيمس كريشنا فلويد (بالإنجليزية: James Krishna Floyd)‏ هو ممثل بريطاني، ولد في 1987 بلندن في المملكة المتحدة.

## وصلات خارجية
- جايمس فلويد على موقع IMDb (الإنجليزية)
- جايمس فلويد على موقع قاعدة بيانات الفيلم (الإنجليزية)